# Kapolei
Kapolei est une cité de l'État d'Hawaï située à l'ouest de Pearl Harbor sur l'île d'Oahu.
Communément appelée « la deuxième cité » (la première est Honolulu dont elle est distante d'une vingtaine de kilomètres), Kapolei compte 38 705 habitants au recensement de 2007.
Auparavant, le site était occupé par un champ de canne à sucre. Aujourd'hui, il y a une école privée, centres commerciaux.

## Démographie
| 2000  | 2010   | - | - | - | - |
| ----- | ------ | - | - | - | - |
| 8 655 | 15 186 | - | - | - | - |